# Earth Mover
Earth Mover — третій студійний альбом німецького трансового дуету Cosmic Gate. Реліз відбувся 18 вересня 2006 року у Німеччині на лейблі Black Hole Recordings. 

## Список треків
1. A Mile In My Shoes (Featuring Сір Адріан) – 7:18
2. I Feel Wonderful (AM 2 PM Edit) (Featuring Джен Джонстон) – 4:38
3. Element Of Life – 5:59
4. Should've Known (Featuring Тіфф Лейсі) – 7:24
5. Analog Feel – 6:15
6. A Day That Fades (Featuring Роксана Емері) – 6:10
7. Bilingual (Break Beat Edit) – 4:09
8. Guess Who? (Featuring Wippenberg)– 6:38
9. Race Car Driver (Paddock Club Edit) (Featuring Олександр Перлс) – 6:27
10. Consciousness – 6:57
11. Earth Mover – 6:00
12. This Is The Party (Featuring Джен Джонстон) – 6:26
13. Ultra Curve – 3:53